# Hilde Thoms
Hilde Thoms (* 7. November 1937 in Grevesmühlen; † 10. April 2025 in Wernigerode) war eine deutsche  Schriftstellerin und Kulturförderin sowie Diplomingenieurin für Pharmazie.

## Leben und Werk
Hilde Thoms wurde in Grevesmühlen geboren und wuchs dort mit zwei Geschwistern auf. Ihr Vater kehrte nicht aus dem Zweiten Weltkrieg zurück und ihre Mutter war nicht erwerbsfähig. Nach dem Abitur und einer Apothekenfacharbeiterlehre in ihrem Heimatort erfolgte ein Studium an der Pharmazieschule Leipzig, woraufhin sie wiederum in Grevesmühlen und Graal-Müritz als Apothekenassistentin arbeitete. Ab 1968 war sie vorwiegend als Referentin an der Kreisapotheke in Rostock tätig und publizierte, u. a. gemeinsam mit Hans Feldmeier, diverse Beiträge in der pharmazeutischen Fachliteratur. In dieser Zeit ließ sie sich extern zur Diplomingenieurin für Pharmazie weiterbilden.
Durch Heirat zog sie 1988 nach Blankenburg (Harz) und wechselte den Beruf. So legte sie ab 1989/90 einen mittelalterlichen Kräutergarten im Kloster Michaelstein bei Blankenburg an. Dadurch war sie nachfolgend am Musikinstitut des Klosters im Bereich der Museumspädagogik tätig.
Als Rentnerin ab 1998 war sie in der Erwachsenenbildung, etwa an den Volkshochschule in Wernigerode und Halberstadt und am Bildungswerk Halberstadt tätig. Sie schrieb Sachbücher und kulturgeschichtliche Beiträge, etwa seit 1990/91 in der Neuen Wernigeröder Zeitung, die von Rainer Schulze herausgegeben wird. Ihre Publikationen beziehen sich dabei auf die Kultur des Harzes, insbesondere auf dessen Heil- und Arzneikräuter sowie die regionale Esskultur, das Schloss Blankenburg (Harz) und die Schauspielerin und Prinzipalin Friederike Caroline Neuber. In Blankenburg und Wernigerode begründete sie Lesezirkel.
Im Verein Rettung Schloss Blankenburg e.V. war sie als ehrenamtliche Chronistin und Schlossführerin tätig. Sie war ab 2017 Initiatorin der Friederike-Caroline-Neuber-Stiftung Blankenburg.

## Werke

### Sachbücher
- mit Roger Reckewell und Wolfgang Reimann: Schloss Blankenburg, Krone einer Region. Von Hilde Thoms, Wolfgang Hage, Peter Hoffmann und Christoph Georg Rohrbach überarbeitete Broschüre, Blankenburg (Harz) 2023.
- Wo unsere Schauspielkunst zur Welt kam. Blankenburg am Harz und das Bühnenleben der Neuberin. Broschüre des Vereins zur Förderung der Friederike-Caroline-Neuber-Stiftung e.V. (Neuberin-Stiftung), Blankenburg (Harz) 2019.
- Hackus, Knieste und Runx Munx. Verlag Bussert & Stadeler, Quedlinburg/Jena 2018.
- Altes Kräuterwissen aus dem Harz. Verlag Bussert & Stadeler, Quedlinburg/Jena 2015.
- mit Roger Reckwell und Wolfgang Reimann: Schloss Blankenburg, Krone einer Region. Broschüre, Blankenburg (Harz) 2007.
- Der Klostergarten Michaelstein. Schriftenreihe der Stiftung Kloster Michaelstein 1. Verlag Janos Stekovics, Dößel 2005.
- Der Klostergarten Michaelstein. Forschungsbeiträge Nr. 18. hrsg. von dem Institut für Aufführungspraxis der Musik des 18. Jahrhunderts. Blankenburg (Harz) 1996.

### Kulturhistorische Beiträge (Auswahl)
- Hoch auf dem gelben Wagen. Blankenburg/Harz und das Postkutschenzeitalter. In: Mitteldeutsches Jahrbuch für Kultur und Geschichte 31 (2024), S. 200–205.
- Blankenburg und die Bühnenreform. Eine barocke Theaterlegende: Friederike Caroline Neuber (1697–1760). In: Mitteldeutsches Jahrbuch für Kultur und Geschichte 29 (2022), S. 257–262.
- Mehr der Mann vom Leder als von der Feder. Der Schwarze Cramer – ein Leben zwischen Hütte, Schloß und Wissenschaft. In: Neue Wernigeröder Zeitung 25 (2014), Ausgabe 20, S. 21–22.
- Was hat das Blankenburger Schloß mit der Papiermacherei zu tun? In: Neue Wernigeröder Zeitung 25 (2014), Ausgabe 14, S. 21.
- Eben noch auf hohen Rossen. Erinnerungen an die herzogliche Familie vor 100 Jahren. In: Neue Wernigeröder Zeitung 25 (2014), Ausgabe 7, S. 22–23.
- Ein Raum voller Erinnerungen. Aus der Geschichte des Großen Schlosses zu Blankenburg. In: Neue Wernigeröder Zeitung 22 (2011), Ausgabe 6, S. 21.
- Herrschaft der Flora. Die ewige Blume: Wandgestaltung, Wandschmuck und Wandbekleidung im Großen Schloß. In: Neue Wernigeröder Zeitung 20 (2009), Ausgabe 20, S. 24–25.

### Pharmazeutische Beiträge und Sammelbildmappen (Auswahl)
- mit Hans Feldmeier: Laxanienverbrauch quo vadis? In: medicamentum, Berlin 18 (1977).
- mit Hans Feldmeier: Jugend und Gesundheitspolitik. In: Pharmazeutische Praxis 33 (1978), Heft 2.
- mit Hans Feldmeier: Para-Aufklärung – Para-Verführung. In: Pharmazeutische Praxis 31 (1975), Heft 11.
- mit Hans Feldmeier und G. Wieget: Zur MMM_Bewegung – ein Erfahrungsbericht. In: Pharmazeutische Praxis 37 (1982), Heft 5.
- mit H. Korduan: Pflanzen helfen heilen. Sammelbildmappe 310, Planet-Verlag Berlin.
- mit H. Korduan: Gefährliche Schönheiten. Sammelbildmappe 328, Planet-Verlag Berlin.